# Кривоносівська сільська рада (Середино-Будський район)
Кривоно́сівська сільська́ ра́да — колишній орган місцевого самоврядування в Середино-Будському районі Сумської області. Адміністративний центр — село Кривоносівка.

## Загальні відомості
- Населення ради: 884 особи (станом на 2001 рік)

## Населені пункти
Сільській раді були підпорядковані населені пункти:
- с. Кривоносівка
- с. Боровичі
- с. Таборище
- с. Хильчичі

## Населення
Згідно з переписом УРСР 1989 року чисельність наявного населення сільської ради становила 1085 осіб, з яких 453 чоловіки та 632 жінки.
За переписом населення України 2001 року в сільській раді мешкало 856 осіб.

### Мова
Розподіл населення за рідною мовою за даними перепису 2001 року:
| Мова       | Відсоток |
| ---------- | -------- |
| українська | 61,99 %  |
| російська  | 38,01 %  |

## Склад ради
Рада складалася з 12 депутатів та голови.
- Голова ради: Есаулко Іван Васильович

### Керівний склад попередніх скликань
| Прізвище, ім'я, по батькові | Основні відомості                                                             | Дата обрання | Дата звільнення |
| --------------------------- | ----------------------------------------------------------------------------- | ------------ | --------------- |
| Есаулко Іван Васильович     | Сільський голова, 1954 року народження, освіта середня загальна, безпартійний | 26.03.2006   | 31.10.2010      |
| Есаулко Іван Васильович     | Сільський голова, 1954 року народження, освіта середня загальна, безпартійний | 31.10.2010   |                 |

Примітка: таблиця складена за даними сайту Верховної Ради України